# Miguel Martínez Fernández
Miguel Martínez Fernández (n. Toreno, provincia de León; 29 de septiembre de 1951) es un político español y expresidente de la empresa pública Paradores de Turismo de España.
Fue consejero delegado y presidente de Paradores de Turismo (2008-2012).
Fue senador electo socialista por la provincia de León, durante la VIII y IX Legislatura. Desempeñó la presidencia de la Comisión de Interior y la vocalía en la Comisión de Entidades Locales.
Fue alcalde de San Andrés del Rabanedo (León) desde 1991 hasta el verano de 2008, cuando fue nombrado Presidente de la sociedad estatal Paradores de Turismo. También fue diputado provincial de León en el periodo 1995-1999.
Comentarista de radio durante un año en Antena 3 Radio y seis años en Radio Cadena Española (RCE) y Radio Nacional de España (RNE). 
Consejero general de Caja España desde 1997. Consejero del Consejo de Administración de Caja España desde 1999 hasta 2004.
Militante del Partido Socialista Popular (PSP) desde 1976 y afiliado al PSOE desde 1981. Miembro de la Ejecutiva Provincial del PSOE en León (1988-1997), durante seis años, fue responsable de Prensa y Propaganda, y durante tres, Secretario Ejecutivo. 
Desde noviembre de 2000 hasta noviembre de 2008, fue Secretario General de la Ejecutiva Provincial del Partido Socialista de León-PSOE.y miembro  del Comité Federal del PSOE. 
| Predecesor: José Luis Rodríguez Zapatero | Secretario general del PSOE de León 2000-2008 | Sucesor: Francisco Javier Fernández |

- Datos: Q6014700